# Tiny house

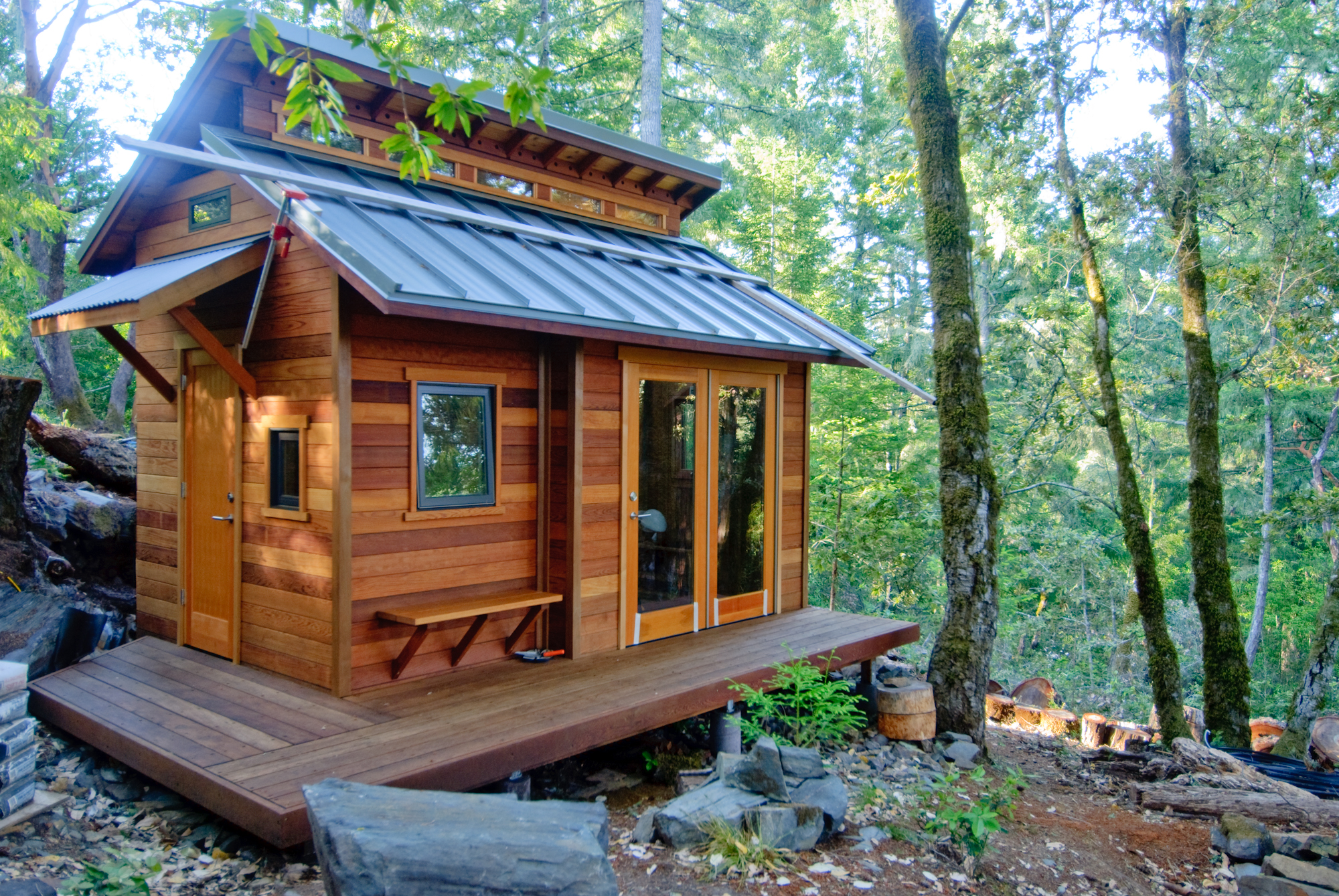
Exempel på tiny house.

Ett tiny house eller tiny home är ett litet bostadshus, oftast inte större än 30 kvadratmeter. Det kan vara byggt för att stå på en plats eller vara placerat på hjul så att det kan flyttas. Idén kommer från USA, där många började flytta till mindre hus på 1970-talet, som ett alternativt sätt att leva. De flesta är permanentbostäder och en mindre andel är fritidsbostäder. Skälen att bo i ett tiny house varierar men vanliga skäl är hänsyn till miljön, låga boendekostnader eller önskan om mer tid, frihet och livskvalitet.